# Christian Jürgensen Thomsen
Christian Jürgensen Thomsen (født 29. december 1788 i København, død 21. maj 1865) var en dansk samler, antikvar, museumsmand og forhistoriker, der grundlagde verdens første etnografiske museum i 1849, og som bidrog betydeligt til at udvikle den moderne arkæologi. Han var også blandt de første til at indføre en skelnen mellem historie, som kunne studeres igennem skrevne kilder, og forhistorie som kun kunne studeres igennem materiel kultur. Han indså at for at kunne fortolke fund af forhistoriske objekter var man nødt til at kende deres ophav, og den kontekst de blev fundet i – grundlaget for moderne arkæologisk udgravningspraksis. Han trænede J.J.A. Worsaae i sin udgravningsteknik og sendte ham på udgravningsekspeditioner for at indhente genstande til museet, og derved grundlagde han arkæologien i Danmark.
Christian Jürgensen Thomsen formulerede opdelingen af oldtidens kulturer i treperiodesystemet stenalder, bronzealder og jernalder. Denne opdeling blev grundlaget for arkæologisk forskning i hele Europa.
Thomsen anlagde en enorm møntsamling – ca. 27.000 stykker. Testamentarisk skænkedes Møntkabinettet 114 danske typer, som manglede i dettes samling. Resten bortauktioneredes.

## Liv og gerning
Faderen var justitsråd Christian Thomsen, en anset og velstående grosserer og skibsreder, der tillige blandt andet var direktør ved Nationalbanken. Også moderen, den kloge og fromme Hedevig Margretha født Jürgensen, var af handelsslægt. Hjemmet havde efter alle vidnesbyrd været fortræffeligt; børnenes opdragelse, der var foruden Chr. J. Thomsen endnu 5 yngre sønner, blev ledet forstandig og mildt. Den ældste søn fik privat undervisning hos den senere professor Christian Brorson; der lagdes vægt på moderne sprog, men ikke på "lærdom". Som ældste søn valgte C.J. Thomsen efter sin faders ønske at gå handelsvejen og begyndte som ganske ung at deltage i arbejdet på dennes kontor. Imidlertid havde han allerede som dreng mange interesser, heriblandt en møntsamling, hvilket blandt andet førte til, at han i 1807 kom i berøring med daværende kunstkammerforvalter Johan Conrad Spengler. Hans interesser for kunst kom herved, samt ved berøringer med andre fremragende mænd af samme kreds, i stærkere bevægelse, og i de følgende år blev han en flittig besøger, også af maleri- og kobberstiksamlingerne, ligesom han selv begyndte at samle på kobberstik. Foreløbig var det dog alene sideinteresser, der dyrkedes i den fritid, som hans handelsvirksomhed levnede.
I 1807 oprettedes kommissionen for oldsagers opbevaring med overkammerherre A.W. Hauch som formand og universitetsbibliotekar Rasmus Nyerup som sekretær. Med sidstnævnte var Thomsen gentagne gange kommen i berøring, hvilket ligeledes gjaldt Fr. Münter, den senere biskop, der også var medlem af kommissionen. I 1816 ønskede Nyerup, der følte sig gammel og svag, at fratræde, og til sin efterfølger anbefalede han nu sammen med Münter i de varmeste ord Thomsen, om hvem han senere i sin levnedsbeskrivelse udtalte, at »Mage til ham til sådan en Post findes ikke i 7 Kongeriger«. I september samme år påfulgte da også Thomsens udnævnelse til kommissionens sekretær; i selve kommissionen indrømmedes ham først sæde 11 år senere. Med sekretærposten fulgte tillige bestyrelsen af Oldnordisk Museum, der kort før kommissionens oprettelse var blevet stiftet af Nyerup og havde fået anvist en beskeden plads i et afsidesliggende værelse i universitetsbibliotekets lokale på Trinitatis kirkeloft. I årene nærmest efter 1807 blev museets samlinger noget forøget, men det var generelt ret uordnet og ikke tilgængeligt for offentligheden. Men fra 1816 forandredes forholdene, og fra den tid af er så vel det oldnordiske museums historie som de efterhånden tilkommende søstersamlingers på det nøjeste knyttet sammen med Thomsens. Hans hovedvirksomhed blev fra da af stedse mere ved museerne, om han end, så længe faderen levede, i ikke helt ringe omfang arbejdede i hans forretning. Efter faderens død, 1833, styrede han den endog alene til året efter moderens død, 1840. Dog synes han aldrig at have følt nogen egentlig glæde ved handelslivet, og det var ham en lettelse, da han på en tilfredsstillende måde kunde afslutte husets sager.
11. december 1816 afløste Thomsen Rasmus Nyerup som sekretær for Oldsagskommissionen, hvor han især arbejdede med at organisere kommissionens samlinger og fik i 1819 åbnet Det Kgl. Museum for Nordiske Oldsager for offentligheden. I 1832 blev han inspektør på Møntkabinettet i København sammen med Ole Devegge og med P.O. Brøndsted som direktør. Efter dennes død i 1842 blev Thomsen direktør for Møntkabinettet.
Ved Thomsens tiltrædelse fik oldsagssamlingen liv og vækst. Hvad der var indsamlet, blev nu ordentlig opstillet, og allerede 1819 blev museet tilgængeligt for publikum. Fra samme tid begynder også Thomsens nære forhold til de besøgende, i det han næsten altid selv var til stede, foreviste og forklarede genstandene og derved skabte interesse og god vilje over for samlingen. I 1832 fik den bedre og lettere tilgængelige lokaler på Christiansborg Slot, hvor den navnlig efter en større udvidelse 1838 havde en ret god plads, indtil det 1853 lykkedes Thomsen at skaffe gunstigere vilkår på Prinsens Palæ. I 1816 var antallet af museumsnumre kun omkring 1000. I 1844 tilkom der ved opløsningen af det kunstmuseum, hvori en del af det gamle kunstkammers sager vare optagne, en ikke ringe forøgelse, navnlig af kostbarere danefæ, og ved Thomsens død talte museet i det hele omkring 24.000 numre, svarende til et noget større antal enkelte genstande.
Da oldsagskommissionen opløstes 1849, fik Thomsen alene som direktør ledelsen af museet (i 1838 havde han fået titel af inspektør), medens ledelsen af omsorgen for mindesmærkernes bevaring overtoges af Worsaae, dog således, at de i forening havde det samlede tilsyn med samtlige fortidsminder.
Under ofte vanskelige forhold, også økonomisk, var der god brug for Thomsens praktiske sans, hans mådehold og evne til at lempe sig og bie til gunstig tid. Udviklingen af Oldnordisk Museum var hans kæreste virksomhed, den vil til alle tider stå som hans hovedværk, men det var ingenlunde den eneste. Efter Rasmus' død 1832 blev han sammen med Devegge inspektør ved Møntsamlingen, medens P.O. Brøndsted blev direktør. Også her var Thomsen sjælen i styrelsen. Møntsamlingen på Rosenborg havde indtil da været næsten ganske utilgængelig, selv for studerende; nu blev den åbnet for publikum, uden betaling; kataloger udarbejdedes, og samlingen forøgedes stærkt, navnlig ved dannelsen af en planmæssig ordnet samling af middelalderlige mønter. Fra Brøndsteds død 1842 var Thomsen dens direktør.
For Kunstmuseet og Malerisamlingen var Spengler direktør til sin død 1839. I hans sidste år havde Thomsen været hans medhjælper og blev nu udnævnt til inspektør ved begge samlinger, for maleriernes vedkommende i forening med Høyen. Således ledede han Kunstmuseets opløsning få år efter. Også i Malerisamlingen lod hans udmærkede kenderegenskaber og gode smag ham gøre fyldest, selv over for en på sit område så kyndig mand som Høyen. I forening arbejdede de på indførelsen af renere principper i samlingen, og ligeledes opnåede de straks efter tiltrædelsen, at den blev tilgængelig for publikum, dog kun ved personlige pengeofre. Overhovedet var Thomsen i disse år, da de nationale samlinger skabtes og omformedes, virksom på mange hold. Således deltog han i den ordning, som af det kongelige partikulære rustkammer dannede den historiske våbensamling på Tøjhuset, 1838, i ordningen af portrætsamlingerne efter Frederiksborg Slots brand og i organisationen af samlingen på Rosenborg.
Af større betydning var dog hans virksomhed for de mere arkæologiske museer. Efter at han på en rejse til Wien havde set en betydelig samling af grønlandske sager, forestillede han så indtrængende kongen, Frederik 6., det upassende i, at landet ikke selv ejede en grønlandsk samling, at det lykkedes ham at virkeliggøre ældre tanker om et etnografisk museum, der så 1849 som det første i Europa åbnedes på Prinsens Palæ og hurtig tog vækst. Han blev fremdeles medlem af den kommission, der skulle modtage Christian 8.s til staten overdragne samlinger. Af kongens antikke oldsager og en del genstande fra Kunstmuseet oprettedes nu 1851 et antikkabinet. I alle de hidtil nævnte samlinger arbejdes der i virkeligheden endnu i det væsentlige inden for de af Thomsen angivne rammer. Til hans sidste år hører også oprettelsen af et museum for skulptur og kunstflid, ligeledes på Prinsens Palæ. For dette museum, der skulle synes at bygge på tiltalende ideer, lykkedes det ham imidlertid ikke at oparbejde tilstrækkelig interesse, således at det efter hans død er blevet opløst.
Thomsen var således først og fremmest museumsmanden. Men ud fra de samme grundegenskaber hos ham, den udmærkede evne til at samle og organisere og det heldige greb på at skabe klarhed af kaos og uorden, opstod også hans store videnskabelige bedrift, opstillingen af tredelingssystemet.
Opfattelsen af oldsagerne havde indtil begyndelsen af det 19. århundrede været meget løs og uforstående. Ved studiet af fortidslevningerne havde man i rigeligt mål taget fantasien til hjælp, navnlig når det gjaldt om at tilpasse oplysninger fra oldtidsskrifterne på oldsagerne. Med Thomsen begynder betragtningen af oldsagerne selv. Først tøvende og usikkert, snart klart og bestemt sondrede han det ligedannede fra det forskellige, erkendte, hvad der hørte sammen i tid, og hvor der var kronologisk forskel. I fortegnelsen over museets tilvækst 1816-20 (Antikv. Annaler III), hvori Thomsen i det mindste havde del, mærkes systemet endnu ikke. Først i Ledetraad til nordisk Oldkyndighed (1837) fremsatte han i skrift sin opfattelse: at der i oldtiden må sondres mellem en sten-, bronze- og jernalder, hvori efter hinanden sten, bronze og jern have været hovedemnerne for våben og skærende redskaber. Imidlertid havde da allerede i flere år museet været opstillet efter systemet. For 1830 haves vidnesbyrd herom gennem optegnelser af den senere bekendte svenske rigsantikvar B.E. Hildebrand, og når Geijer i 1832 nævner tredelingen, byggede han utvivlsomt på, hvad han havde hørt og set under sit ophold i København 1825. Fra samme år stammer F.H. Jahns Nordens, især Danmarks, Krigsvæsen i Middelalderen. Heri meddeles på forskellige andre punkter Oldgranskernes Tvivl, medens rækkefølgen sten-, kobber-, jernvåbenold meddeles som noget almindelig kendt. Et og andet kunde tyde på, at Thomsen allerede et par år tidligere har været klar over forholdet. Dette er af en ikke ringe betydning, i det der i Tyskland, hvor man en tid lang på det heftigste bekæmpede systemet, senere var tilbøjelighed til at anse den i andre henseender så højt fortjente G. F. Lisch for tredelingens ophav. Efter at de her i korthed antydede oplysninger er blevet fremdragne, synes man nu også i Tyskland stedse mere at anerkende Thomsens fortjenester. Selv gjorde han ikke direkte propaganda for systemet. Han var såre forsigtig med at opstille teorier og endnu mere med at lade dem komme frem. Så vel hans naturel som det, at han var autodidakt, bevirkede, at han ikke meget gav sig af med skribentvirksomhed. Der foreligger fra hans hånd, foruden Ledetraaden, kun nogle, til dels ligesom denne halv anonyme, museumsarbejder (blandt andet Om Guldbrakteaterne og Brakteaternes tidligste Brug som Mønt, tekst til dele af tavleværket Atlas for nordisk Oldkyndighed, skrevet efter opfordring af Rafn, i Annaler f. nord. Oldkynd. 1855 og Fund ved Vaalse paa Falster, de occidentalske Mønter i Annaler 1842-43), men Ledetraaden vil til gengæld alle dage indtage en hædersplads i dansk arkæologisk litteratur.
Offentligheden kendte mest Thomsen som museumsmanden med det aldrig trættede samlertalent og specielt som Oldnordisk Museums leder. Ved ham gik betydningen af de nationale samlinger ind i den almindelige bevidsthed. I sine senere år havde han under sig Oldnordisk Museum, Etnografisk Museum, Møntsamlingen, Antiksamlingen, Malerisamlingen og Museet for Skulptur og Kunstflid, og dem alle omfattede han med varme og interesse. Oldnordisk Museum stod vel nok hans hjerte nærmest. Her færdedes han tidlig og silde, foreviste oldsagerne, forklarede dem og vandt ved sit ejendommelige, varme og hjertefulde, livlige væsen alle, med hvem han kom i berøring. Dette vidner samtiden enstemmig, og ikke mindst herved var det, at han i sin levetid skaffede museet en tilgang som intet andet lands. Hans popularitet har levet længe efter, at han selv var gået bort. For sine underordnede, var han en faderlig ven, for de unge studerende den altid hjælpsomme vejleder. Meget tiltalende var således, hans forhold til den noget yngre B. E. Hildebrand, kendt fra en delvis offentliggjort brevveksling. Han havde stor evne til at forhandle, også med Rigsdagen, måske nogle gange, efter de yngres mening, i sine sidste år med lidt for meget konfliktsky. Personlig var han beskeden og tarvelig. Hans lønning var stedse ringe, og til 1832 oppebar han slet ingen gage. For egen regning foretog han en del rejser, til Sverige, Wien, Paris, London. Kun da han 1861 fra kong Frederik 7. overbragte Kejser Napoleon 3. en gave af oldsager, rejste han på offentlig bekostning.
En så fremskudt virksomhed kunne ikke blive uden ydre anerkendelse. Allerede 1821 udnævntes Thomsen til Kancelliråd, 1845 fik han etatsrådstitlen, og 1854 blev han konferensråd. Kommandørkorset af Dannebrog modtog han 1851, og 1858 modtog han ved en kongelige Håndskrivelse Storkorset. Til det våbenskjold, der, om ikke Frederiksborg Slots Brand var kommen imellem, skulle have været udført for ham, havde han valgt devisen: «Først Sagerne, så Skrifterne», og et våben, der hentydede til tredelingstanken. Endvidere bar han forskellige udenlandske ordener, ligesom et stort antal lærde udenlandske selskaber havde valgt ham til korresponderende medlem eller æresmedlem. Af Det kongelige danske Selskab for Fædrelandets Historie og Sprog blev han medlem 1816; af Oldskriftselskabet var han medlem fra dets stiftelse i 1825, en kort tid før sin død dets vicepræsident, efter Wegener. Det smukkeste udtryk for den almindelige højagtelse for ham var vel nok dette, at medlemmer af Rigsdagen i 1860, efter opfordring blandt andet af H.N. Clausen, Hother Hage og Orla Lehmann, udførtes hans buste af Herman Wilhelm Bissen i marmor til opstilling i museet. Selv bad Thomsen om, at man ville lade eftertiden afgøre, hvorvidt jeg fortjener den hæder, som min velvillige og mildtdømmende Samtid har tiltænkt mig. Busten blev da efter hans død opstillet i museets forhal. Også ved hans død, der indtraf 21. maj 1865 efter nogen tids sygelighed, fremkom talrige vidnesbyrd om den almindelige sympati, der næredes for hans personlighed.
Thomsen var ugift. Hans egen møntsamling overgik 1868 til staten. Ved sit testamente oprettede han dels et familielegat, dels et legat, der skulle virke for Restaurering af Oldtidsminder, til at fremme Kunst og til at fremme det udmærkede Håndværksarbejde (Thomsens Legat, kapitalformue oprindelig o. 40.000 kr., nu noget mere).